# Eiskunstlauf-Europameisterschaften 2008
Die 100. Eiskunstlauf-Europameisterschaften fanden vom 21. bis 27. Januar 2008 in der kroatischen Hauptstadt Zagreb statt.

## Bilanz

### Medaillenspiegel
| Platz | Land        | Gold | Silber | Bronze | Gesamt |
| ----- | ----------- | ---- | ------ | ------ | ------ |
| 1     | Russland    | 1    | 1      | 2      | 4      |
| 2     | Deutschland | 1    | –      | –      | 1      |
| 2     | Italien     | 1    | –      | –      | 1      |
| 2     | Tschechien  | 1    | –      | –      | 1      |
| 5     | Schweiz     | –    | 2      | –      | 2      |
| 6     | Frankreich  | –    | 1      | 1      | 2      |
| 7     | Finnland    | –    | –      | 1      | 1      |

### Medaillengewinner
| Konkurrenz | Gold                              | Silber                                  | Bronze                            |
| ---------- | --------------------------------- | --------------------------------------- | --------------------------------- |
| Herren     | Tomáš Verner                      | Stéphane Lambiel                        | Brian Joubert                     |
| Damen      | Carolina Kostner                  | Sarah Meier                             | Laura Lepistö                     |
| Paare      | Aljona Savchenko / Robin Szolkowy | Marija Muchortowa / Maxim Trankow       | Juko Kawaguti / Alexander Smirnow |
| Eistanz    | Oxana Domnina / Maxim Schabalin   | Isabelle Delobel / Olivier Schoenfelder | Jana Chochlowa / Sergei Nowizki   |

## Ergebnisse
- Pkt. = Punkte
- KP = Kurzprogramm
- K = Kür
- OT = Originaltanz
- PT = Pflichttanz

### Herren

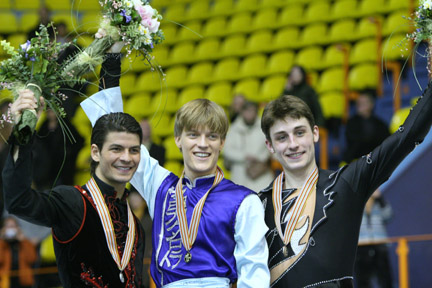
Podium der Herren; von links: Stéphane Lambiel, Tomáš Verner, Brian Joubert

| Platz                 | Sportler               | Land                   | Pkt.   | KP | K  |
| --------------------- | ---------------------- | ---------------------- | ------ | -- | -- |
| 1                     | Tomáš Verner           | Tschechien             | 232,67 | 1  | 1  |
| 2                     | Stéphane Lambiel       | Schweiz                | 225,24 | 3  | 2  |
| 3                     | Brian Joubert          | Frankreich             | 219,45 | 2  | 4  |
| 4                     | Sergei Woronow         | Russland               | 210,13 | 6  | 3  |
| 5                     | Kevin van der Perren   | Belgien                | 199,57 | 4  | 5  |
| 6                     | Adrian Schultheiss     | Schweden               | 184,94 | 8  | 6  |
| 7                     | Kristoffer Berntsson   | Schweden               | 182,45 | 5  | 10 |
| 8                     | Andrei Lutai           | Russland               | 180,46 | 9  | 9  |
| 9                     | Sergei Dawydow         | Belarus                | 179,90 | 12 | 7  |
| 10                    | Alban Préaubert        | Frankreich             | 178,63 | 10 | 8  |
| 11                    | Gregor Urbas           | Slowenien              | 176,57 | 7  | 13 |
| 12                    | Yannick Ponsero        | Frankreich             | 172,43 | 11 | 12 |
| 13                    | Peter Liebers          | Deutschland            | 165,14 | 21 | 11 |
| 14                    | Clemens Brummer        | Deutschland            | 163,81 | 17 | 14 |
| 15                    | Karel Zelenka          | Italien                | 161,47 | 13 | 16 |
| 16                    | Michal Březina         | Tschechien             | 160,37 | 14 | 15 |
| 17                    | Javier Fernández López | Spanien                | 154,10 | 16 | 17 |
| 18                    | Alexandr Kazakov       | Belarus                | 151,98 | 18 | 18 |
| 19                    | Paolo Bacchini         | Italien                | 151,39 | 20 | 19 |
| 20                    | Vitali Sazonets        | Ukraine                | 150,78 | 22 | 20 |
| 21                    | Konstantin Tupikov     | Polen                  | 149,80 | 15 | 21 |
| 22                    | Moris Pfeifhofer       | Schweiz                | 144,32 | 23 | 22 |
| 23                    | Manuel Koll            | Österreich             | 132,02 | 19 | 23 |
| 24                    | Josip Gluhak           | Kroatien               | 118,37 | 28 | 24 |
| 25                    | Ruben Blommaert        | Belgien                | 111,34 | 24 | 25 |
| Finale nicht erreicht |                        |                        |        |    |    |
| 26                    | Elliot Hilton          | Vereinigtes Königreich | 046,26 | 25 |    |
| 27                    | Danil Privalov         | Aserbaidschan          | 045,93 | 26 |    |
| 28                    | Mikko Minkkinen        | Finnland               | 044,66 | 27 |    |
| 29                    | Alper Uçar             | Türkei                 | 041,10 | 29 |    |
| 30                    | Maxim Shipov           | Israel                 | 040,98 | 30 |    |
| 31                    | Naiden Boritschew      | Bulgarien              | 040,02 | 31 |    |
| 32                    | Luka Čadež             | Slowenien              | 038,36 | 32 |    |
| 33                    | Igor Macypura          | Slowakei               | 038,30 | 33 |    |
| 34                    | Tigran Vardanjan       | Ungarn                 | 035,04 | 34 |    |
| 35                    | Zoltan Kelemen         | Rumänien               | 034,82 | 35 |    |

### Damen

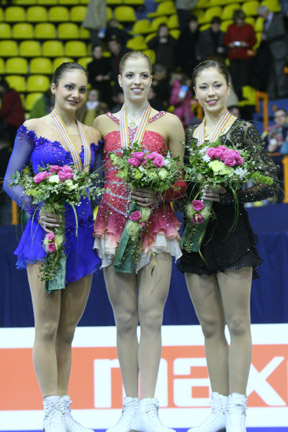
Podium der Damen; von links: Sarah Meier, Carolina Kostner, Laura Lepisto

| Platz                 | Sportlerin               | Land                   | Pkt.   | KP | K  |
| --------------------- | ------------------------ | ---------------------- | ------ | -- | -- |
| 1                     | Carolina Kostner         | Italien                | 171,28 | 1  | 2  |
| 2                     | Sarah Meier              | Schweiz                | 169,44 | 4  | 1  |
| 3                     | Laura Lepistö            | Finnland               | 165,65 | 3  | 3  |
| 4                     | Júlia Sebestyén          | Ungarn                 | 162,89 | 5  | 4  |
| 5                     | Kiira Korpi              | Finnland               | 162,22 | 2  | 5  |
| 6                     | Valentina Marchei        | Italien                | 153,34 | 6  | 6  |
| 7                     | Elene Gedewanischwili    | Georgien               | 147,09 | 8  | 8  |
| 8                     | Jenna McCorkell          | Vereinigtes Königreich | 145,57 | 7  | 10 |
| 9                     | Xenija Doronina          | Russland               | 144,20 | 10 | 9  |
| 10                    | Jenni Vähämaa            | Finnland               | 142,40 | 12 | 7  |
| 11                    | Tuğba Karademir          | Türkei                 | 138,73 | 11 | 11 |
| 12                    | Annette Dytrt            | Deutschland            | 132,95 | 9  | 13 |
| 13                    | Stefania Berton          | Italien                | 130,59 | 13 | 12 |
| 14                    | Karen Venhuizen          | Niederlande            | 126,30 | 15 | 14 |
| 15                    | Nella Simaová            | Tschechien             | 124,39 | 14 | 17 |
| 16                    | Tamar Katz               | Israel                 | 123,41 | 17 | 16 |
| 17                    | Nina Petuschkowa         | Russland               | 122,97 | 19 | 15 |
| 18                    | Viktoria Helgesson       | Schweden               | 121,42 | 16 | 19 |
| 19                    | Anna Jurkiewicz          | Polen                  | 120,76 | 20 | 18 |
| 20                    | Sonia Lafuente           | Spanien                | 119,66 | 18 | 21 |
| 21                    | Katherine Hadford        | Ungarn                 | 115,99 | 22 | 20 |
| 22                    | Roxana Luca              | Rumänien               | 104,72 | 23 | 22 |
| 23                    | Viviane Käser            | Schweiz                | 103,83 | 24 | 23 |
| 24                    | Olga Ikonnikova          | Estland                | 101,20 | 21 | 24 |
| 25                    | Maria Dikanović          | Kroatien               | 076,24 | 40 | 25 |
| Finale nicht erreicht |                          |                        |        |    |    |
| 26                    | Gwendoline Didier        | Frankreich             | 037,91 | 25 |    |
| 27                    | Julia Sheremet           | Belarus                | 037,89 | 26 |    |
| 28                    | Bettina Heim             | Schweiz                | 036,73 | 27 |    |
| 29                    | Ekaterina Proyda         | Ukraine                | 035,85 | 28 |    |
| 30                    | Jacqueline Belenyesiová  | Slowakei               | 034,08 | 29 |    |
| 31                    | Erle Harstad             | Norwegen               | 033,51 | 30 |    |
| 32                    | Barbara Klerk            | Belgien                | 032,99 | 31 |    |
| 33                    | Denise Kögl              | Österreich             | 032,28 | 32 |    |
| 34                    | Sonia Radewa             | Bulgarien              | 031,66 | 33 |    |
| 35                    | Stasia Rage              | Lettland               | 030,94 | 34 |    |
| 36                    | Teodora Poštič           | Slowenien              | 030,34 | 35 |    |
| 37                    | Kseniia Jastsenjski      | Serbien                | 030,30 | 36 |    |
| 38                    | Merovee Ephrem           | Monaco                 | 028,34 | 37 |    |
| 39                    | Maria-Elena Papasotiriou | Griechenland           | 025,92 | 38 |    |
| 40                    | Beatričė Rožinskaitė     | Litauen                | 024,07 | 39 |    |

### Paare

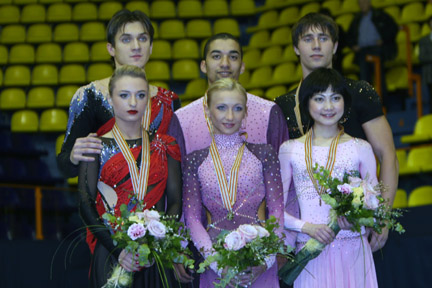
Podium der Paare; von links: Marija Muchortowa / Maxim Trankow, Aljona Savchenko / Robin Szolkowy, Juko Kawaguti / Alexander Smirnow

| Platz | Sportler                                  | Land                   | Pkt.   | KP | K  |
| ----- | ----------------------------------------- | ---------------------- | ------ | -- | -- |
| 1     | Aljona Savchenko / Robin Szolkowy         | Deutschland            | 202,39 | 1  | 1  |
| 2     | Marija Muchortowa / Maxim Trankow         | Russland               | 169,41 | 2  | 2  |
| 3     | Juko Kawaguti / Alexander Smirnow         | Russland               | 167,25 | 4  | 3  |
| 4     | Tatjana Wolossoschar / Stanislaw Morosow  | Ukraine                | 163,43 | 3  | 4  |
| 5     | Arina Uschakowa / Sergei Karew            | Russland               | 130,34 | 5  | 6  |
| 6     | Stacey Kemp / David King                  | Vereinigtes Königreich | 129,13 | 7  | 5  |
| 7     | Mari-Doris Vartmann / Florian Just        | Deutschland            | 119,86 | 6  | 8  |
| 8     | Mélodie Chataigner / Medhi Bouzzine       | Frankreich             | 116,48 | 8  | 7  |
| 9     | Dominika Piątkowska / Dmitri Chromin      | Polen                  | 112,96 | 9  | 10 |
| 10    | Marika Zanforlin / Federico Degli Esposti | Italien                | 112,11 | 10 | 9  |
| 11    | Laura Magitteri / Ondřej Hotárek          | Italien                | 109,88 | 11 | 11 |
| 12    | Ekaterina Sosinova / Fedor Sokolov        | Israel                 | 104,40 | 12 | 13 |
| 13    | Ekaterina Kostenko / Roman Talan          | Ukraine                | 103,06 | 13 | 12 |
| 14    | Amy Ireland / Michael Bahorić             | Kroatien               | 078,44 | 14 | 15 |
| 15    | Ariel Fay Gagnon / Chad Tsagris           | Griechenland           | 072,07 | 15 | 14 |

### Eistanz

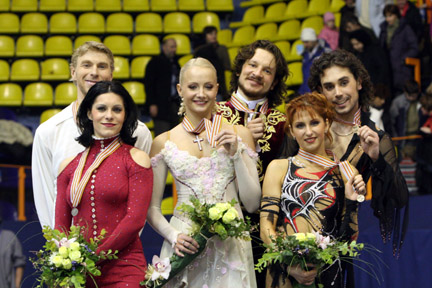
Podium der Eistänzer; von links: Isabelle Delobel / Olivier Schoenfelder, Oxana Domnina / Maxim Schabalin, Jana Chochlowa / Sergei Nowizki

| Platz                 | Sportler                                | Land                   | Pkt.   | PT | OT | K  |
| --------------------- | --------------------------------------- | ---------------------- | ------ | -- | -- | -- |
| 1                     | Oxana Domnina / Maxim Schabalin         | Russland               | 207,14 | 2  | 2  | 1  |
| 2                     | Isabelle Delobel / Olivier Schoenfelder | Frankreich             | 205,92 | 1  | 1  | 2  |
| 3                     | Jana Chochlowa / Sergei Nowizki         | Russland               | 197,06 | 3  | 3  | 3  |
| 4                     | Federica Faiella / Massimo Scali        | Italien                | 190,95 | 4  | 4  | 4  |
| 5                     | Nathalie Péchalat / Fabian Bourzat      | Frankreich             | 185,26 | 5  | 6  | 5  |
| 6                     | Sinead Kerr / John Kerr                 | Vereinigtes Königreich | 182,06 | 6  | 5  | 6  |
| 7                     | Anna Cappellini / Luca Lanotte          | Italien                | 172,64 | 10 | 7  | 7  |
| 8                     | Alexandra Zaretski / Roman Zaretski     | Israel                 | 171,70 | 7  | 9  | 9  |
| 9                     | Pernelle Carron / Mathieu Jost          | Frankreich             | 170,62 | 11 | 8  | 8  |
| 10                    | Kristin Fraser / Igor Lukanin           | Aserbaidschan          | 168,87 | 8  | 10 | 10 |
| 11                    | Anna Zadorozhniuk / Sergei Verbillo     | Ukraine                | 165,11 | 9  | 12 | 11 |
| 12                    | Katherine Copely / Deividas Stagniūnas  | Litauen                | 158,98 | 14 | 11 | 12 |
| 13                    | Jekaterina Rubljowa / Iwan Schefer      | Russland               | 156,59 | 12 | 13 | 13 |
| 14                    | Alla Beknazarova / Vladimir Zuev        | Ukraine                | 154,02 | 13 | 14 | 15 |
| 15                    | Christina Beier / William Beier         | Deutschland            | 150,57 | 16 | 15 | 14 |
| 16                    | Barbora Silná / Dmitri Matsjuk          | Österreich             | 142,58 | 15 | 17 | 16 |
| 17                    | Kamila Hájková / David Vincour          | Tschechien             | 141,32 | 18 | 16 | 17 |
| 18                    | Phillipa Towler-Green / Phillip Poole   | Vereinigtes Königreich | 135,63 | 19 | 18 | 18 |
| 19                    | Joanna Budner / Jan Mościcki            | Polen                  | 132,05 | 20 | 19 | 19 |
| 20                    | Leonie Krail / Oscar Peter              | Schweiz                | 127,61 | 21 | 21 | 20 |
| 21                    | Krisztina Barta / Ádám Tóth             | Ungarn                 | 126,23 | 22 | 20 | 21 |
| 22                    | Ksenia Shmirina / Egor Maistrov         | Belarus                | 116,63 | 23 | 22 | 22 |
| 23                    | Kristina Kiudmaa / Aleksei Trohlev      | Estland                | 099,06 | 25 | 24 | 23 |
| Z                     | Ina Demirewa / Juri Kurakin             | Bulgarien              |        | 24 | 23 |    |
| Finale nicht erreicht |                                         |                        |        |    |    |    |
| 25                    | Nadine Ahmed / Bruce Porter             | Aserbaidschan          | FNR    | 26 | 25 |    |
| Z                     | Anastassia Grebenkina / Vazgen Azrojan  | Armenien               |        | 17 |    |    |

- Z = Zurückgezogen